# FREE THE BEAST 3 B-FREE VS KOREA
"FREE THE BEAST 3 B-FREE VS KOREA"는 2022년 9월 8일에 발매된 B-FREE의 정규 9집이다.

## 앨범 소개
FREE THE BEAST 3 B-FREE VS KOREA는 사람들이 가진 고정관념을 완전히 부숴버리면서 생각과 시야의 폭을 한층 넓혀줄 앨범이다.

## 앨범 발매 과정

### 발매 전
2022년 7월 28일, 인스타그램 방송에서 8월에 FREE THE BEAST 3를 발매한다고 말하였다. FREE THE BEAST 2가 너무 장난스러웠다는 사람들의 반응을 알고 있었고, 이제는 장난을 안치고 프더비1 같이 만들 것이라고 밝혔다.
비프리는 2022년 중반 자신의 사운드클라우드를 통해 하이퍼팝 비트에 랩을 한 'SEX (prod. FREETHEBEAST)' 라는 곡을 업로드하였고, 이 곡의 여러모로 엄청난 가사로 인해 힙합 리스너들에게 관심을 받았다. 비프리는 사람들이 그 곡을 자신을 놀리려고 좋아하는 건지 정말 좋아서 좋아하는 건지 모르겠다고 말하며, 하이퍼팝이 아닌 다른 비트와 다른 가사로 바뀌어 이번 앨범에 들어갈 것이라고 말했다.
트랙 수는 총 18개이며 가사를 예전과 달리 잘 못 적는다는 평을 감안했는지 FREE THE BEAST 3의 가사는 전작보다 좋게 썼다고 한다.
발매 사흘 전 인스타그램 라이브 방송을 통해 수록곡 몇 곡을 들려주었다. 트랙 수는 이전에 알려진 것과 달리 4 트랙 늘어난 22트랙이라고 한다. 앨범의 풀네임이 FREE THE BEAST 3: B-FREE VS KOREA PT. 1임을 밝혔고, 벌써 제작을 시작한 프더비4는 파트2가 될 것이라고 한다. 또한 이번 앨범은 몸풀기이며 프더비4를 기대하라고 말했다.
발매 이틀 전인 9월 6일, 홍대 MODECi에서 음감회를 진행했다. 사운드는 전작보다 좋으며 뱅어 트랙이 많다는 평이 있다. 다만, 라이브 방송과 음감회를 통해 공개된 수록곡들의 가사가 다들 기대하는 프더비1 정도의 수준이 아닌 프더비2의 연장선으로 보이는 탓에 발매 전부터 우려의 목소리가 나오고 있다.
9월 7일 인스타그램을 통해 앨범 커버아트와 트랙리스트를 공개하였다. 트랙 수가 하나 더 늘어나 총 23트랙이 되었다.

### 발매 후
예정대로 9월 8일 오후 6시에 발매되었다. 다만, 애플뮤직, 스포티파이 등의 해외 플랫폼은 발매가 늦는 것으로 보인다.
비프리는 인스타그램 게시글을 통해 가사를 거의 쓰지 않고 랩을 했다며, 누구나 음악을 할 수 있다고 소회를 남겼다.
| 가사 거의 안쓰고 막 랩했습니다. 누구나 음악 할수 있습니다. 아이돌 안해도 됩니다. 같이 재미있는 하고 싶은 음악 합시다. ✌️ |
| --- |

스트레스를 받으면 FREE THE BEAST 3를 들어보라는 비프리 인스타그램 게시물에 '앨범 퀄이 좋다기보다 즐기면서 만든 그 에너지가 느껴진다'라는 댓글에 비프리가 '와 정확히 그건데 ㅋㅋㅋ'라고 답글을 달았다.
2022년 10월 25일, '바쁘게사는게살길'이라는 트랙이 마지막에 새롭게 추가되었다.

## 평가 및 반응
| B-FREE, 인스타 라방에서                                              |
| -------------------------------------------------------------------- |
| FREE THE BEAST 4 지금 시작했는데 좆돼. FREE THE BEAST 3는... 좆됐어. |

전체적으로 호평보다는 혹평이 주를 이뤘다. 한국힙합 최고의 명반 중 하나로 손꼽히는 프더비1과, 코미디 랩과 멤피스 랩, 퐁크의 장르적 특성을 잘 살린 프더비2와 달리, 전체적으로 하나의 앨범으로서의 완성도가 떨어지는 구성과, 대부분 프리스타일식으로 작사된 랩, 수록곡의 절반이 이미 사운드클라우드 등을 통해 선공개된 곡이었다는 점에서 전작들과 비교되어 이목을 끌지 못했다.
비트에 대해서는 뉴웨이브 레코즈의 음악들이 항상 그래왔듯이 대체로 호평이다. 문제가 되는 부분은 완성도가 떨어지는 랩 디자인과 프더비2에서 발전하지 못한, 오히려 더 퇴보했다고도 할 수 있는, 여전히 저급하고 무식한 가사와 앨범의 난잡한 구성이다. 특히 프더비1은 감상의 몰입도를 극대화시키는 사운드와 서사의 유기성으로 호평받았고, 프더비2도 나름 구성에 신경 쓴 모습을 보였기에 전작들과 확연히 비교된다. 그래서 이번 앨범은 하나의 완성된 앨범보다는 프리스타일 곡과 번개송들을 모은 믹스테잎 같다는 평가가 주를 이룬다. 발매 전 라이브 방송을 통해 이번 앨범은 몸풀기에 가깝고 새로 만드는 FREE THE BEAST 4를 기대하라고 언급했기에, 새로운 앨범을 기다리며 아쉬움을 달래는 리뷰가 많이 보인다.
물론 뉴웨이브에서 계속 선보이는 신선한 비트 위에 하고 싶은 말을 가감없이 뱉는 날것의 모습과 웃긴 가사가 좋다는 반응도 없지 않아 있다.
혹평이 많았던 앨범임에도, 힙합엘이의 한 유저가 본 앨범의 호불호 조사를 했는데 호가 대략 80%, 불호가 대략 20%이라는 의외의 결과가 나왔다. 다만, 설문 참여 인원이 200명이 조금 넘는 정도였기에 실제 리스너들의 전반적인 평가라고는 보기 어렵다.
인스타에서 앨범 퀄리티를 좋게 만들기보단 즐겁게 만들어진 에너지가 느껴진다는 댓글에 비프리가 ‘정확히 그거다’ 라고 답변한 걸 보면 좋은 앨범을 만드는 것보단 즐기는 마음으로 만든 듯하다. 즉 비프리 입장에서 웃기다는 반응이면 앨범의 의도에 들어맞기에 성공적이라는 것이다. 피지컬 앨범 판매를 알릴 때에 한국에서 가장 엉뚱한 앨범이라는 표현을 쓰기도 했다.

## 트랙 리스트
| #            | 제목                                                                                             | 재생 시간 |
| ------------ | ------------------------------------------------------------------------------------------------ | --------- |
| 1.           | 〈INTRO〉                                                                                        | 1:18      |
| 2.           | 〈사장님고기좀구워주세요 (KOREAN BBQ)〉 (Prod. by DJ NIEBI, HASSAN MAILIK])                      | 1:50      |
| 3.           | 〈미친들개 (MAD DOG)〉 (Feat. KING SOUTH G) (Prod. by KING SOUTH G)                              | 1:34      |
| 4.           | 〈넌힘없는이삿짐아저씨 (MOVE)〉 (Feat. LOUDSPEAKERSGI) (Prod. by DJ NIEBI, HASSAN MALIK)         | 3:02      |
| 5.           | 〈추방 (EXILE)〉 (Prod. by FIASCO)                                                               |           |
| 6.           | 〈TRY〉 (Prod. by HASSAN MALIK)                                                                  | 2:05      |
| 7.           | 〈각하가말씀하시길[skit]〉                                                                       | 0:12      |
| 8.           | 〈SEX〉 (Prod. by DJ NIEBI, HASSAN MALIK)                                                        | 3:19      |
| 9.           | 〈가정교육 (HOME EDUCATION)〉 (Prod. by FIASCO)                                                  | 2:04      |
| 10.          | 〈좆되는미래 (IN THE FUTURE)〉 (Feat. KWON KI BAEK, WEST) (Prod. by HASSAN MALIK)                | 3:30      |
| 11.          | 〈메타버스 (METABUS)〉 (Feat. NASKI, IAMMONEY) (Prod. by HASSAN MALIK)                           | 3:25      |
| 12.          | 〈샴페인노바 (CHAMPAGNE NOVA)〉 (Feat. HIRA) (Prod. by DJ NIEBI)                                 | 3:38      |
| 13.          | 〈뉴웨이브환각마약섹스파티 (NEW WAVE DRUG SEX PARTY)〉 (Prod. by DJ NIEBI)                       | 2:19      |
| 14.          | 〈환각버섯 (MAGIC MUSHROOMS)〉 (Prod. by DJ NIEBI)                                               | 2:12      |
| 15.          | 〈사형 (EXECUTION)〉 (Feat. BUSYNESS MANE) (Prod. by DJ NIEBI)                                   | 3:13      |
| 16.          | 〈RIP〉 (Prod. by FIASCO)                                                                        | 1:56      |
| 17.          | 〈반정부 (GUERILLA)〉 (Prod. by DJ NIEBI, HASSAN MALIK)                                          | 3:27      |
| 18.          | 〈정치인 (POLITICIAN)〉 (Prod. by DJ NIEBI)                                                      | 2:58      |
| 19.          | 〈KTM EXC-F〉 (Prod. by DJ NIEBI)                                                                | 2:06      |
| 20.          | 〈넌재미없는HOUSETECHNODJ (LAME ASS HOUSE TECHNO DJ)〉 (Prod. by DJ NIEBI)                       | 2:18      |
| 21.          | 〈욘사마 (YONSAMA)〉 (Prod. by DJ NIEBI)                                                         | 2:06      |
| 22.          | 〈배변장애 (DEFECATION DISORDER)〉 (Feat. HIRA, NIPPY SKI) (Prod. by DJ NIEBI)                   | 2:32      |
| 23.          | 〈범인 (CRIMINAL)〉 (Feat. IAMMONEY,BUSYNESSMANE,KING SOUTH G, KWON KI BAEK) (Prod. by DJ NIEBI) | 4:19      |
| 24.          | 〈바쁘게사는게살길 (BUSY LIFE=HAPPY LIFE)〉 (Prod. by DJ NIEBI)                                  | 2:40      |
| 총 재생 시간 | 총 재생 시간                                                                                     | 61:45     |

| 2022년 9월 7일 인스타그램 게시물 中 |
| --- |
| All tracks mastered by 최성호 Shout out to WEST, DDOLBAE, GUN ILL, HASSAN MALIK, IAMMONEY, BUSYNESSMANE, KING SOUTH G,권기백,조성빈 / Cover by. LOSTDROWBOY @lostdrowboy |

### 삭제된 트랙
- 추방 (EXILE) (Prod. by FIASCO)

사운드클라우드에 선공개 된 적 있는 트랙이다. 원래 제목은 '추방 Freestyle'이었다.
Fiasco가 작곡한 곡이며 샘플링 문제가 있는지, 2024년 초 음원 플랫폼에서는 찾아볼 수 없게된 것으로 확인되었다. '넌힘없는이삿짐아저씨' 다음 트랙에 위치하여 있었다.

## 여담
- B-Free가 FREE THE BEAST 1같은 앨범을 만들겠다고 했는데 FREE THE BEAST 3의 트랙 수는 FREE THE BEAST 2보다도 늘어난 22개라고 인스타 라이브에서 밝혔다. 그런데 결국에는 1트랙 더 추가된 23트랙이 되었다. 앨범 발매 후 10월 25일에 트랙이 하나 더 추가되어 총 24트랙이 되었다. 하지만 나중에 '추방' 트랙은 삭제되고, '범인'은 빠지게 되었고 '범인'은 싱글로만 들어볼 수 있다.

- 노래 수위 문제로 인해 유튜브 뮤직에서 앨범 삭제를 당했었다. 비프리는 자신의 인스타그램을 통해 담당자에게 메일을 받은 사진을 올렸는데 담당자가 당황을 했는지 '정치'를 '청지'로 '선정성'을 '선전정'으로 오타를 내어 음원 서비스 불가 메일을 보냈다. 뉴웨이브 레코즈 채널의 유튜브 영상으로는 남아있다. 2022년 9월 11일 기준 유튜브 뮤직으로 청취가 가능하다. 이 사건도 포함하여 '추방'과 '범인'이라는 트랙도 나중에 내려갔다가, 재업로드됨으로 인하여, 재업로드가 될 때마다 유튜브 뮤직의 각 트랙들의 조회수가 0으로 리셋이 되었고, 총 네 번 정도의 조회수 초기화가 된 것으로 추측된다.[10]

- 비프리의 인스타그램 라이브에서는 이 앨범은 몸풀기 용이라고 말한 적이 있다. 종종 힙합갤러리에서는 비프리에게 비트메이킹을 받은 후기가 올라오기도 하는데, 이 앨범이 발매된 후 써진 그 후기 글에 의하면, 비프리가 '나도 이런 욕이나 하고 패드립하는 랩하는 거 이 나이 처먹고 하는 거 쪽팔리다. 하지만 늙어서 하면 더 모양새가 안 좋으니까 조금이라도 젊을 때의 패기의 앨범을 만들고 싶었다'라고 말했다는 썰이 있기도 하였다. 실제로 비프리 인스타그램 게시물에 자신의 이 앨범 발매 뒤 4일 뒤 다시 홍보할 때, 이런 거 만들어보고 싶었냐라는 댓글에 비프리가 답글을 달았는데 조금이라도 젊을 때 만들어보고 싶었다라는 답글 내용과 같기도 하다.

- 앨범 발매 전 9월 6일에 리스닝 파티를 가졌다. 장소는 홍대 MODECi, 티켓 가격은 2만원.

- lostdrawboy가 앨범 커버를 손수 디자인했다.[11]

- lostdrawboy는 당시 뉴웨이브 멤버들을 그리기도 하였다.[12]

- 대다수 곡의 프로듀싱에 참여한 DJ NIEBI는 비프리 본인이다. 유래는 아무래도 그 패드립이 맞을 것이다.

- 전부터 권기백, 비프리와 자주 협업했던 Hassan Malik이 많은 곡에 참여했는데, 기존에 Prod. FREETHEBEAST를 달고 사운드클라우드에 올라왔던 곡들의 비트가 바뀌고 크레딧에 Hassan Malik이 추가된 것을 보아 주로 편곡에 참여한 것으로 보인다.

- 2022년 10월 21일, 피지컬 음반(CD)으로도 발매되었다. 스톤쉽에서 구매할 수 있었다.

- 2024년 7월 15일 품절되었다고 한다.[13]